# Mauro Piacenza
Mauro Piacenza (Gênova, 15 de setembro de 1944) é um prelado italiano, atual Penitenciário-Mor emérito do Supremo Tribunal da Penitenciária Apostólica. No dia 20 de outubro de 2010 foi anunciada a sua elevação à cardeal pelo Papa Bento XVI, no consistório de 20 de novembro.
Em 2003, foi nomeado presidente da Pontifícia Comissão para os Bens Culturais da Igreja, cargo que exerceu até 2007. Entre 2004 e 2007, acumulou a presidência da Pontifícia Comissão de Arqueologia Sacra. Entre 2007 e 2010, foi secretário da Congregação para o Clero, até ser nomeado prefeito.

## Biografia
Nasceu em Gênova, capital da região da Ligúria, provincial e arcebispada, em 15 de setembro de 1944.

### Treinamento sacerdotal e ministério
Em 21 de dezembro de 1969 foi ordenado sacerdote pelo Cardeal Giuseppe Siri, Arcebispo de Gênova.
Exerceu inicialmente os cargos de vigário da paróquia de Nostra Signora del Carmine e Sant'Agnese, confessor do seminário maior arquiepiscopal e capelão da Universidade de Gênova.
Graduou-se em direito canônico com nota máxima (summa cum laude) pela Pontifícia Universidade Lateranense em 1975. Posteriormente foi delegado do Arcebispo para a universidade, professor de direito canônico na Faculdade Teológica do Norte da Itália, juiz do tribunal eclesiástico diocesano e regional da Ligúria; depois assessor de imprensa do Arcebispo, assistente diocesano do movimento eclesial de compromisso cultural, professor de cultura contemporânea e história do ateísmo no Instituto Superior de Ciências Religiosas "Ligure" e de teologia dogmática no Instituto diocesano de Teologia para Leigos "Didascaleion"; finalmente, professor religioso em algumas escolas secundárias estaduais, incluindo a histórica escola secundária clássica Cristoforo Colombo.
Em 1986 foi nomeado cônego da catedral de San Lorenzo de Gênova, enquanto sua atividade curial começou em 1990: inicialmente serviu na Congregação para o Clero, da qual foi nomeado chefe de gabinete em 25 de novembro de 1997 e em 11 de março de 2000 ele se tornou subsecretário.

### Ministério episcopal e cardinalato

#### Presidente das Pontifícias Comissões do Patrimônio Cultural e da Arqueologia Sagrada
Em 13 de outubro de 2003, o Papa João Paulo II nomeou-o presidente da Pontifícia Comissão para os Bens Culturais da Igreja e ao mesmo tempo elevou-o à dignidade episcopal, confiando-lhe a sé titular de Vittoriana. No dia 15 de novembro seguinte recebeu a ordenação episcopal, na catedral de San Lorenzo de Gênova, pela imposição das mãos do Cardeal Tarcisio Bertone, então Arcebispo de Gênova, co-consagrando o Cardeal Darío Castrillón Hoyos, prefeito da Congregação para o Clero e Alberto Tanasini, bispo auxiliar de Gênova e titular de Suelli.
Em 28 de agosto de 2004, o Papa João Paulo II também o nomeou presidente da Pontifícia Comissão de Arqueologia Sagrada.
Como presidente da Pontifícia Comissão para os Patrimônios Culturais da Igreja, dedicou-se à utilização dos bens eclesiásticos numa perspectiva catequética e missionária. Nesse sentido, promoveu encontros com arquitetos, artistas e artesãos em tertúlias (na Abadia de Casamari, no santuário de Loreto) e exposições (na Ala Carlos Magno em São Pedro no Vaticano, no Palazzo della Cancelleria em Roma).
Citação: «A Igreja pode encontrar nas expressões artísticas um instrumento privilegiado de encontro e confronto com as gerações contemporâneas, concretizando assim a sua vocação missionária através da promoção cultural e da evangelização cristã.» escreveu: «(Dom Mauro Piacenza, 8 de março de 2008.)»
Tem promovido também concertos de expressão cultural da música, com leitura de obras patrísticas, magisteriais ou retiradas de escritos de santos alternadas com peças musicais, num excursus das laudes medievais às peças contemporâneas. Em 2006 compôs uma ópera com algumas peças encenadas, inspirada nas bem-aventuranças evangélicas. Esta ópera foi estreada em Roma, no Teatro Argentina, sob a direção musical do maestro Ferdinando Nazzaro e com a participação de cantores de ópera e atores profissionais.
Assegurou a supervisão de quatro DVDs, editados pela San Paolo, intitulados Aquele dia em Nazaré, e transmitidos em meios audiovisuais pela Rai: mais de dez horas de narração apoiada em imagens (para uma obra dividida em 20 capítulos, com duração de 25 minutos cada) de os primeiros dois mil anos da Igreja através dos lugares físicos da sua história. A história contada começa em Nazaré com a Encarnação e segue até o pontificado do Papa João Paulo II e o início do pontificado do Papa Bento XVI. Além das obras conservadoras de restauro do património das catacumbas romanas e de São Gennaro de Nápoles, enriqueceu as catacumbas romanas com celebrações litúrgicas e a recitação da Acta Martyrum com fundo musical e acompanhada de meditações (nas catacumbas de São Sebastião , São Calisto e Santa Domitila).

#### Secretário, depois prefeito da Congregação para o Clero
Em 7 de maio de 2007, o Papa Bento XVI nomeou-o secretário da Congregação para o Clero e elevou-o à dignidade pessoal de arcebispo; manteve ad interim a liderança das Comissões Pontifícias de Patrimônio Cultural e Arqueologia Sagrada, que, no entanto, deixou para Gianfranco Ravasi, então arcebispo titular de Villamagna in Proconsular, em 3 de setembro do mesmo ano.
Em 7 de outubro de 2010, o Papa Bento XVI nomeou-o prefeito da Congregação para o Clero e presidente do Conselho Internacional para a Catequese, sucedendo ao cardeal brasileiro Cláudio Hummes, que renunciou por atingir o limite de idade.
Em 20 de outubro de 2010, o Papa Bento XVI anunciou a sua nomeação como cardeal e no consistório do dia 20 de novembro seguinte criou-o e proclamou-o cardeal diácono de San Paolo alle Tre Fontane. Tomou posse da diaconia em 2 de abril de 2011. Até a criação do cardeal Giuseppe Betori em 12 de fevereiro de 2012, foi o mais jovem cardeal italiano.
Desde 2011 é presidente internacional da Fundação de Direito Pontifício Ajuda à Igreja que Sofre.
Com a renúncia do Papa Bento XVI, em 28 de fevereiro de 2013, a sua função curial como prefeito da Congregação para o Clero cessou, mas foi reconfirmada pelo novo Papa Francisco no dia 16 de março seguinte.

#### Penitenciária Maior
Em 21 de setembro de 2013, o Papa Francisco nomeou-o penitenciário maior do tribunal da Penitenciária Apostólica, colocando-o à frente do primeiro dos três tribunais supremos da Igreja Católica e do mais antigo dicastério da Santa Sé. Em 21 de setembro de 2018, o Papa Francisco confirmou-o no cargo donec aliter provideatur.
Em 3 de maio de 2021 optou pela ordem presbiteral mantendo a sua diaconia elevada pro il vice a titolo.
É membro do Dicastério para o Culto Divino e a Disciplina dos Sacramentos e do Dicastério para as Causas dos Santos.
Em 6 de abril de 2024, foi sucedido no cargo de penitenciária maior pelo cardeal Angelo De Donatis, até então vigário geral da diocese de Roma e arcipreste da basílica de San Giovanni in Laterano.